# Nokia 3120 classic
Il Nokia 3120 classic è un telefonino quadri-band 3G costruito dalla Nokia. Fu annunciato nel 2008. Il telefono possiede uno strumento per effettuare video conferenze, un lettore multimediale per i formati musicali più comuni (MP3, MP4, AAC, AAC+, eAAC+, etc.), memoria espandibile con MicroSD fino a 8 GB, un client e-mail, un servizio di instant messaging e un browser web. Il telefono è venduto in varie varianti di colore quali: grafite, rosso scuro e bianco.

## Caratteristiche
- Peso: 85g
- Dimensioni: 111 x 45 x 13 mm
- Fotocamera: 2 megapixel con flash
- Dimensioni display: 30 x 40 mm a 16.800.000 colori
- Risoluzione display: 240 x 320 px
- Memoria: 24 MB incorporati, espandibili fino a 8 GB con MicroSD
- Sistema operativo: Serie 40
- Formato applicazioni: J2ME MIDP 2.0 (con un set di API Nokia aggiuntive)
- Funzionalità push-to-talk
- Radio FM incorporata
- Visual Radio